# Jacksonville (Arkansas)
Jacksonville is een plaats (city) in de Amerikaanse staat Arkansas, en valt bestuurlijk gezien onder Pulaski County.
Direct ten noorden van de plaats ligt de Little Rock Air Force Base.

## Demografie
Bij de volkstelling in 2000 werd het aantal inwoners vastgesteld op 29.916.
In 2006 is het aantal inwoners door het United States Census Bureau geschat op 30.506, een stijging van 590 (2.0%).

## Geografie
Volgens het United States Census Bureau beslaat de plaats een oppervlakte van
68,7 km², waarvan 68,3 km² land en 0,4 km² water. Jacksonville ligt op ongeveer 87 m boven zeeniveau.

## Plaatsen in de nabije omgeving
De onderstaande figuur toont nabijgelegen plaatsen in een straal van 16 km rond Jacksonville.